# Pontiac Fiero

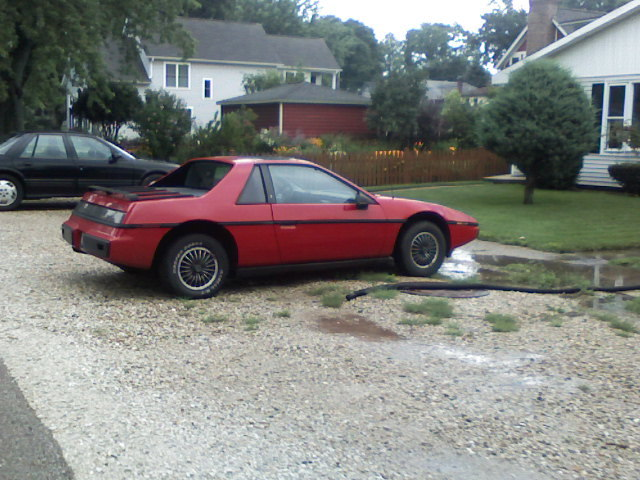
1984 Pontiac Fiero

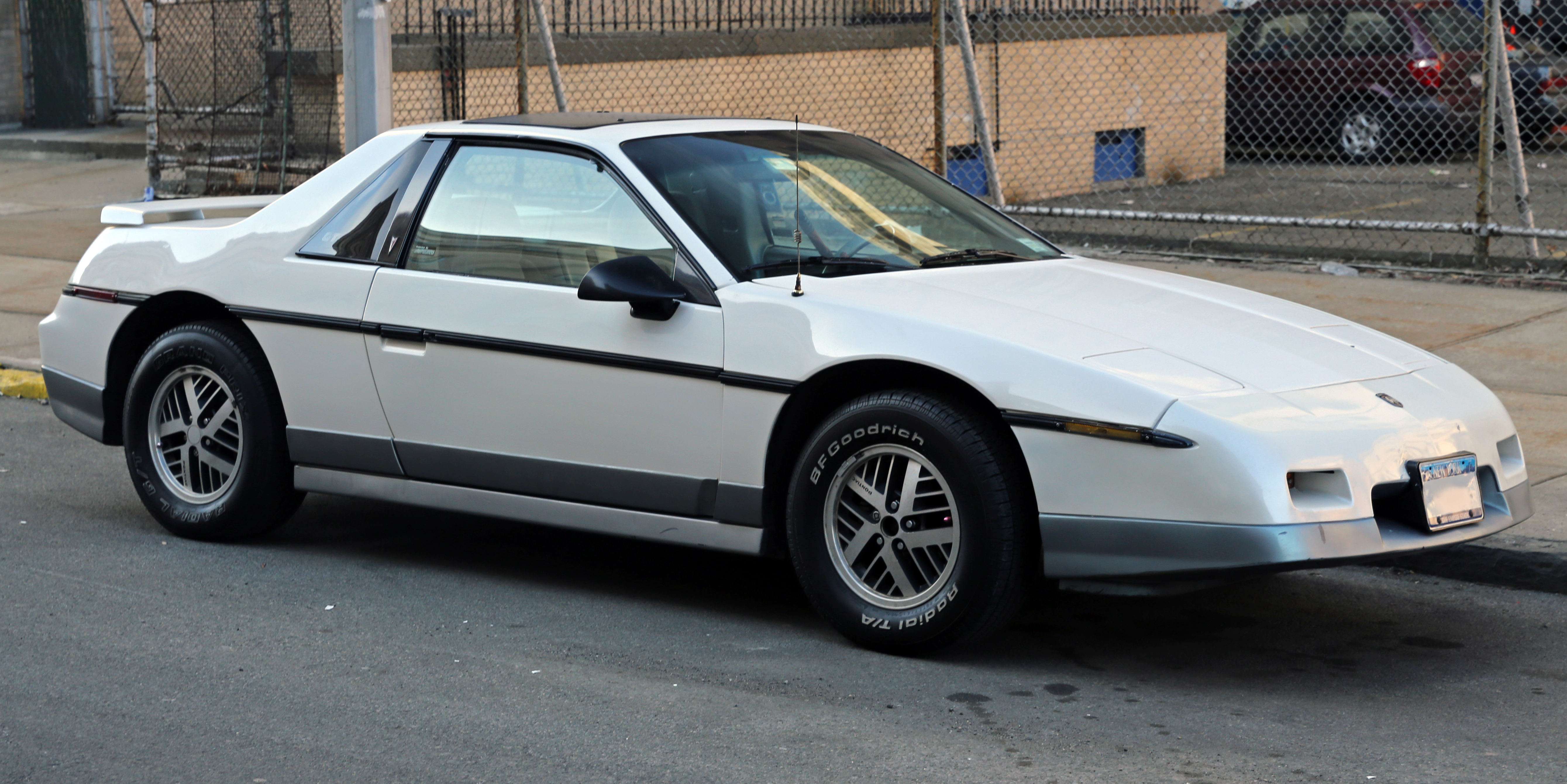
1985 Pontiac Fiero GT

Pontiac Fiero var en sportbil med mittmotor som tillverkades av Pontiac åren 1984–1988. Den är i dag mycket vanlig som donatorbil vid kit-car-byggen eftersom den har en mittmonterad motor. Den fanns med två olika motorer, en rak fyrcylindrig motor på 2,5 liter kallad Iron Duke och en V6:a på 2,8 liter. Den har en kaross i ABS-plast och väger därför 1,1–1,3 ton beroende på modell. I original hade den en kupékaross med relativt upprät bakruta, men 1986 tillkom en "fastback" variant (från början bara på GT modellen) med en kraftig lutning på bakfönstret.
Fiero var också officiell pacecar vid Indianapolis 500 1984. "Indy Fieron" utrustades med en effektstark fyrcylindrig turbomatad motor på 2,7 liter, som producerade 232 hk tillsammans med en 4-växlad manuell växellåda. 1986 gjorde Pontiac tvåtusen replikor med den vanliga motorn för PPG Pace Car demonstration.

## Historik
General Motors hade under 1960- och 1970-talen tillverkat flera muskelbilar under Pontiacs varumärke. När förslaget om att ta fram en tvåsitsig bil först diskuterades tvekade ledningen, eftersom den skulle konkurrera med Chevrolet Corvette. Men Fieron såldes i stället in som en lite sportigare pendlarbil, som råkade ha bara två sittplatser och mittmonterad motor.
Trots att bilen var en mittmotorbil var många mekaniska delar identiska med andra modeller i GM:s modellprogram. Det gjorde att tillverkningskostnaden kunde hållas nere och därmed blev bilen konkurrenskraftig på marknaden. Samtidigt var prestanda och väghållning inte i den klass som man kanske förväntar sig av en bil av den typen. 
I den kända tv-serien How I Met Your Mother äger en av huvudkaraktärerna, Marshall Eriksen, en ljusgrå 1985 Pontiac Fiero GT. 